# Herthainsel
Die Herthainsel (auch bekannt als Hertha-Nunatak) ist eine Insel vor der Nordenskjöld-Küste des Grahamlands auf der Antarktischen Halbinsel. Sie liegt 8 km östlich der Robertson-Insel in der Gruppe der Robbeninseln.

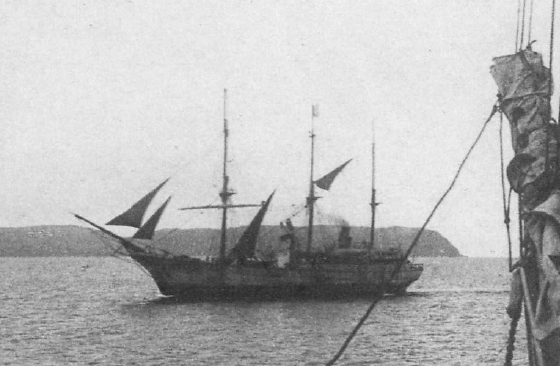
Die Hertha, Namensgeberin der Insel

Sie wurde im Dezember 1893 durch Carl Anton Larsen entdeckt, dessen Expedition von der Hamburger Firma Woltereck & Robertson finanziert wurde. Benannt wurde sie nach einem der Schiffe der Expedition, der Hertha. Larsen erkannte die Erhebung als „Insel“, während Otto Nordenskjöld, der 1902 die Region erforschte, die gesamte Inselgruppe aufgrund ihrer damaligen Lage innerhalb des Larsen-Schelfeis als Nunatakker bezeichnete. Seit 1995 ist das Schelfeis dort jedoch zerfallen, die Inseln liegen im nun zeitweise eisfreien Weddell-Meer.